# Shap Fells
Shap Fells är ett berg i distriktet Westmorland and Furness, i Storbritannien. Det ligger i grevskapet Cumbria och riksdelen England, i den centrala delen av landet, 400 km nordväst om huvudstaden London. Toppen på Shap Fells är 637 meter över havet.